# Roman Tvrdoň
Roman Tvrdoň (* 29. ledna 1981 v Trenčíně) je bývalý slovenský hokejový útočník.

## Hráčská kariéra
S profesionálním hokejem začínal v rodném městě Trenčín, kde hrával v mládežnických ligách. Za Trenčínský klub hrával až do roku 1999 v juniorské lize, poté podstoupil v Severní Americe draftem, byl vybrán v 5. kole, celkově 132. týmem Washington Capitals. Po draftu zamířil do zámoří, kde nejprv odehrál 2 sezony (1999/01) v juniorské lize WHL v týmu Spokane Chiefs. Po úspěšných dvou sezónách ve WHL přestoupil do vyšší ligy AHL, přesněji do farmářského týmu Capitals v Portland Pirates, kde odehrál 3 sezony (2001/04). V poslední sezóně v zámoří odehrál devět zápasů v nejprestižnější hokejové lize NHL za tým Washington Capitals, v pátém zápase se mu podařilo nasbírat jednu asistenci, utkáni hrálo Capitals proti Tampa Bay Lightning, ale z výhry se radovali soupeři 1:4. Během devíti odehraných zápasů v NHL nenasbíral ani jeden kladný bod na ledě za zápas. Během výluky v NHL odehrál sezonu 2004/05 v Britské lize za klub Nottingham Panthers. Po výluce v NHL byl bez angažmá, později se dohodl na výpomoc s českým týmem HC Lasselsberger Plzeň, kde setrval celý ročník. Po skončení smlouvy zamířil zpátky do vlasti, kde podepsal smlouvu s týmem HC Slovan Bratislava a pomohl tak vybojovat titul mistra ligy. V nadcházejícím ročníku změnil dres klubu, odešel do klubu MsHK Garmin Žilina rovněž hrající nejvyšší slovenskou ligu. S týmem postoupili do play-off z posledního postupového místa, což znamenalo že se utkají s nejsilnějším týmem základní části, který byl Slovan Bratislava kde minulou sezónu působil. V play-off proti Slovanu vstřelil jednu branku ale s týmem nakonec nepostoupily. Po skončení sezony zamířil do Běloruské extraligy, kde setrval dvě sezóny (2008/10) v jednom týmu Metallurg Žlobin. Na konci sezóny 2009/10 se podruhé vrátil zpět do vlasti jelikož se mu moc nedařilo v týmu a odehrál jeden zápas v nižší lize za klub ŠHK 37 Piešťany. V Piešťanech zůstal a s klubem zahájil nový ročník ligy, v týmu odehrál 7 zápasů, ve kterých se mu podařilo nasbírat 5 bodů. Poté si ho vyhlídl tým HK 36 Skalica, kde přešel na měsíční hostování. Po měsíčním hostování se rozhodl přestoupit do mateřského klubu HK Dukla Trenčín. V ročníku 2011/12 se stal alternativním hráčem klubu.

## Ocenění a úspěchy
- 2000 WHL - Nejlepší nahrávač mezi nováčcích
- 2000 WHL - Nejproduktivnější hráč mezi nováčcích

## Prvenství

### NHL
- Debut - 18. března 2003 (Washington Capitals proti New York Rangers)
- První asistence - 27. března 2004 (Tampa Bay Lightning proti Washington Capitals)

### ČHL
- Debut - 30. září 2005 (HC Lasselsberger Plzeň proti HC Oceláři Třinec)
- První gól - 30. září 2005 (HC Lasselsberger Plzeň proti HC Oceláři Třinec, českému brankáři Radovanu Bieglovi)
- První asistence - 20. prosince 2005 (Bílí Tygři Liberec proti HC Lasselsberger Plzeň)

## Klubová statistika
| Sezóna       | Klub                    | Soutěž       |    | Základní část | Základní část | Základní část | Základní část | Základní část |   | Play off | Play off | Play off | Play off | Play off |
| Sezóna       | Klub                    | Soutěž       | Z  | G             | A             | B             | TM            | Z             | G | A        | B        | TM       |          |          |
| 1995/1996    | Dukla Trenčín           | SHL-18       | 46 | 25            | 15            | 40            | 32            | —             | — | —        | —        | —        |          |          |
| 1996/1997    | Dukla Trenčín           | SHL-18       | 42 | 25            | 13            | 38            | 10            | —             | — | —        | —        | —        |          |          |
| 1997/1998    | Dukla Trenčín           | SHL-20       | 48 | 4             | 12            | 16            | 39            | —             | — | —        | —        | —        |          |          |
| 1998/1999    | Dukla Trenčín           | SHL-20       | 49 | 23            | 23            | 46            | 20            | 6             | 4 | 4        | 8        | 4        |          |          |
| 1999/2000    | Spokane Chiefs          | WHL          | 69 | 26            | 44            | 70            | 40            | 15            | 4 | 7        | 11       | 16       |          |          |
| 2000/2001    | Spokane Chiefs          | WHL          | 62 | 28            | 34            | 62            | 55            | 12            | 5 | 11       | 16       | 0        |          |          |
| 2001/2002    | Portland Pirates        | AHL          | 49 | 5             | 9             | 14            | 22            | —             | — | —        | —        | —        |          |          |
| 2002/2003    | Portland Pirates        | AHL          | 35 | 5             | 4             | 9             | 17            | —             | — | —        | —        | —        |          |          |
| 2003/2004    | Portland Pirates        | AHL          | 51 | 2             | 4             | 6             | 20            | 7             | 0 | 0        | 0        | 2        |          |          |
| 2003/2004    | Washington Capitals     | NHL          | 9  | 0             | 1             | 1             | 2             | —             | — | —        | —        | —        |          |          |
| 2004/2005    | Nottingham Panthers     | EIHL         | 9  | 2             | 5             | 7             | 6             | —             | — | —        | —        | —        |          |          |
| 2005/2006    | HC Lasselsberger Plzeň  | ČHL          | 39 | 6             | 3             | 9             | 20            | —             | — | —        | —        | —        |          |          |
| 2006/2007    | HC Slovan Bratislava    | SHL          | 50 | 5             | 14            | 19            | 18            | 10            | 0 | 1        | 1        | 2        |          |          |
| 2007/2008    | MsHK Garmin Žilina      | SHL          | 39 | 6             | 8             | 14            | 48            | 4             | 1 | 0        | 1        | 2        |          |          |
| 2008/2009    | Metallurg Žlobin        | BHL          | 24 | 13            | 10            | 23            | 14            | —             | — | —        | —        | —        |          |          |
| 2009/2010    | Metallurg Žlobin        | BHL          | 22 | 5             | 7             | 12            | 12            | —             | — | —        | —        | —        |          |          |
| 2009/2010    | ŠHK 37 Piešťany         | 1.SHL        | 1  | 0             | 0             | 0             | 0             | —             | — | —        | —        | —        |          |          |
| 2010/2011    | HK 36 Skalica           | SHL          | 11 | 6             | 4             | 10            | 6             | —             | — | —        | —        | —        |          |          |
| 2010/2011    | ŠHK 37 Piešťany         | 1.SHL        | 7  | 3             | 2             | 5             | 4             | —             | — | —        | —        | —        |          |          |
| 2010/2011    | Dukla Trenčín           | SHL          | 36 | 10            | 16            | 26            | 22            | 10            | 1 | 5        | 6        | 6        |          |          |
| 2011/2012    | Dukla Trenčín           | SHL          | 54 | 13            | 21            | 34            | 44            | 10            | 1 | 2        | 3        | 10       |          |          |
| 2012/2013    | Kompanion Kyjev         | ČUch         | 33 | 19            | 9             | 28            | 34            | 12            | 1 | 3        | 4        | 4        |          |          |
| 2013/2014    | HK 95 Považská Bystrica | 1.SHL        | 9  | 1             | 4             | 5             | 20            | —             | — | —        | —        | —        |          |          |
| 2013/2014    | Aksam Unia Oświęcim     | PHL          | 21 | 12            | 9             | 21            | 10            | 14            | 7 | 3        | 10       | 8        |          |          |
| 2014/2015    | Guildford Flames        | EPIHL        | 25 | 14            | 12            | 26            | 53            | 2             | 1 | 2        | 3        | 2        |          |          |
| 2015/2016    | ŠHK 37 Piešťany         | SHL          | 27 | 3             | 4             | 7             | 8             | —             | — | —        | —        | —        |          |          |
| 2016/2017    | EV Landshut             | 3.Něm        | 35 | 9             | 11            | 20            | 28            | 3             | 0 | 0        | 0        | 4        |          |          |
| Celkem v NHL | Celkem v NHL            | Celkem v NHL | 9  | 0             | 1             | 1             | 2             | —             | — | —        | —        | —        |          |          |

## Reprezentace
| Rok                       | Tým                       | Soutěž                    | Z  | G | A | B  | TM |
| ------------------------- | ------------------------- | ------------------------- | -- | - | - | -- | -- |
| 1999                      | Slovensko 18              | MS-18                     | 7  | 1 | 5 | 6  | 4  |
| 2001                      | Slovensko 20              | MSJ                       | 7  | 2 | 0 | 2  | 4  |
| Juniorská kariéra celkově | Juniorská kariéra celkově | Juniorská kariéra celkově | 14 | 3 | 7 | 10 | 8  |